# Mira Murati
Mira Murati (n. 16 decembrie 1988, Vlora, Albania) este o ingineră  de software, din Albania. În calitate de director tehnic al OpenAI, ea participă la dezvoltarea DALL-E. Ea este numită de ziarul The Times drept „creatoarea ChatGPT-ului”.

## Biografie
Mira Murati s-a născut în 1988 în Vlore, Albania și a studiat inginerie mecanică la Thayer School of Engineering (în) Dartmouth, Massachusetts, SUA.

## Carieră
În 2011 Murati a lucrat ca analistă pentru Goldman Sachs, apoi la Tesla, Leap motion și în laboratoarele Zodiac Aerospace înainte de a se alătura OpenAI în 2018. Ea a dezvoltat proiecte de inteligență artificială, inclusiv ChatGPT și DALL-E Murati este citată ca „ creatoare a ChatGPT-ului" de către The Times. Rolul ei de director tehnic constă în identificarea, evaluarea și folosirea proactivă a tehnologiilor pentru proiectarea echipamentelor și a produselor. Ea face parte din lista celor 12 lideri în tehnologie pentru 2022 de către Revista Analytics India.

### ChatGPT
Murati consideră că ChatGPT este o oportunitate pentru educație, deși regulile și limitele trebuie stabilite în utilizarea lui zilnică.